# Milieukundeopleiding
De diverse milieukundeopleidingen die Nederland en Vlaanderen kennen zijn uiteenlopend. Het niveau en verschil in theorie en praktijk is op de opleidingen verschillend.

## Universitair
De opleidingen Milieuwetenschappen bestaan als afzonderlijke Bachelor en Master-studies, maar wordt ook als aanvullende studie (Master-na-Master) gevolgd na een andere basisopleiding (bijvoorbeeld scheikunde, biologie, biotechnologie), onder andere bij de:
- Universiteit Gent
- Universiteit Antwerpen, Instituut voor Milieu & Duurzame Ontwikkeling (IMDO)
- Katholieke Universiteit Leuven

- Universiteit van Amsterdam
- Open Universiteit
- Radboud Universiteit Nijmegen
- Rijksuniversiteit Groningen
- Universiteit Utrecht
- Vrije Universiteit
- Wageningen Universiteit

In 2007 zijn de meeste Nederlandse universitaire milieu-opleidingen gevisiteerd door een commissie van deskundigen in het kader van de heraccreditatieprocedure. De deelnemende opleidingen (OU, RU, RUG, UU en VU) voldeden allemaal aan de minimumcriteria en scoorden op veel deelaspecten goed.

## Hogeschoolin Nederland
In 1980 startte in Deventer, aan Rijksacademie Rollecate, de eerste hbo-opleiding in Nederland. Anno 2020 zijn er opleidingen milieukunde bij:
- HAS green academy
- Hogeschool Inholland, onder andere vestiging Delft
- Hogeschool Van Hall Larenstein te Leeuwarden
- Avans Hogeschool, locatie Breda
- Saxion Hogeschool, locatie Deventer

## Hogeschool Vlaanderen
In Vlaanderen bestaat een opleiding milieukunde (of milieutechnologie, milieumanagement, milieusanering, milieuzorg, milieubeheer) op het niveau Master (industrieel ingenieur), onder meer te:
- Kortrijk: Hogeschool West-Vlaanderen, Master in de Industriële wetenschappen optie milieukunde
- Geel: Katholieke Hogeschool Kempen, Master in de Biowetenschappen optie Natuur en milieu

Op het niveau professionele Bachelor, onder meer te:
- Geel: Katholieke Hogeschool Kempen, Bachelor in agro- en biotechnologie optie Biotechniek en milieubeheer, Bachelor in de chemie optie Milieuzorg
- Leuven: Katholieke Hogeschool Leuven, Bachelor in de chemie optie Milieuzorg
- Gent: Hogeschool Gent, Bachelor in agro- en biotechnologie optie Groenmanagement
- Diepenbeek: Katholieke Hogeschool Limburg, Bachelor in bedrijfsmanagement optie Milieumanagement, Bachelor in de chemie optie Milieuzorg
- Oostende: Katholieke Hogeschool Brugge-Oostende, Bachelor in de chemie optie Milieuzorg
- Vilvoorde

## mboin Nederland
- Helicon (Onderwijs), vestiging mbo Den Bosch. De opleiding heet hier Milieu Inspectie en Milieu onderzoeker.
- Wellantcollege, vestiging mbo Rijswijk. Opleiding tot Milieufunctionaris niveau 4

## TSOin Vlaanderen
Hier wordt een studie "water- en luchtbeheersingstechnieken" als zevende specialisatiejaar ingericht, aansluitend op studierichtingen als biotechnische-, techniek-wetenschappen.

## Zie verder
- Natuur en milieu van A tot Z
- Milieuwetenschappen